# 泰利拉孔布
泰利拉孔布（法語：Thélis-la-Combe，法語發音：[teli la kɔ̃b]）是法国卢瓦尔省的一个市镇，位于该省东南部，属于圣艾蒂安区。

## 地理
泰利拉孔布（45°19'40"N, 4°33'17"E）面积14.57 平方千米，位于法国奥弗涅-罗讷-阿尔卑斯大区卢瓦尔省，该省份为法国中南部省份，北起顺时针与索恩-卢瓦尔省、罗讷省、伊泽尔省、阿尔代什省、上盧瓦爾省、多姆山省和阿列省接壤。
与泰利拉孔布接壤的市镇（或旧市镇、城区）包括：勒贝萨、拉韦尔萨讷、阿让塔勒堡、科隆比耶、格赖、塔朗泰斯。
泰利拉孔布的时区为UTC+01:00、UTC+02:00（夏令时）。

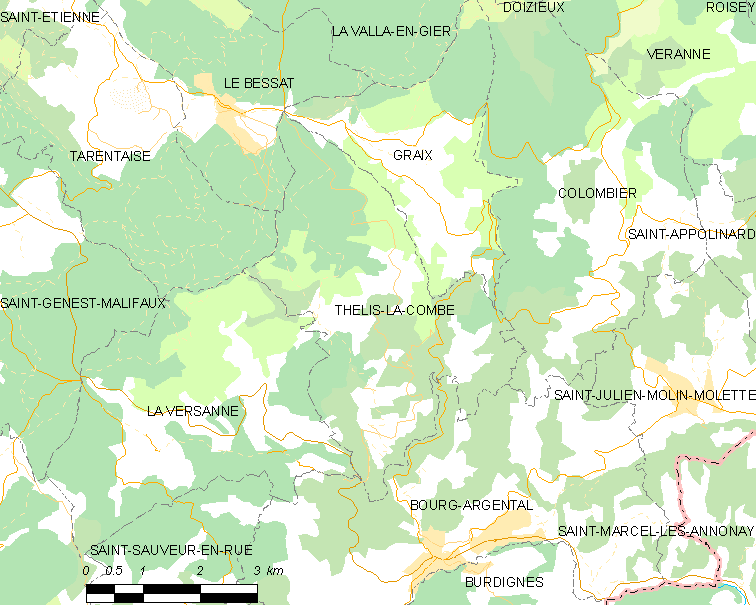
泰利拉孔布的OSM定位图

## 行政
泰利拉孔布的邮政编码为42220，INSEE市镇编码为42310。

## 政治
泰利拉孔布所属的省级选区为勒皮拉县。

## 人口

1962-2008年间泰利拉孔布人口变化图示

泰利拉孔布于2022年1月1日时的人口数量为143人。